# Loxotoma elegans
Loxotoma elegans är en fjärilsart som beskrevs av Philipp Christoph Zeller 1854. Loxotoma elegans ingår i släktet Loxotoma och familjen plattmalar. Inga underarter finns listade i Catalogue of Life.